# Tone Bengtsson
Tone Grieg Bengtsson, född Cederblad 19 juli 1934 i Uppsala, död 29 maj 1999 i Stockholm, var en svensk TV-producent.
Bengtsson var dotter till läroverksadjunkten Carl Cederblad och barnboksförfattaren Johanne Grieg Cederblad, som var norska. Hon började 1955 på Upsala Nya Tidning som litteraturrecensent. År 1963 blev hon filosofie licentiat vid Uppsala universitet och kom året därpå till televisionen för att ta hand om litterära program. Senare var hon producent på TV2:s faktaredaktion. 1979 utsågs hon till distriktschef för SVT Örebro men 1983 återkom hon till Stockholm som chef för TV1 Fakta. Efter SVT:s omorganisation 1987 lämnade hon SVT för att istället bli programchef på Utbildningsradion med ansvar för samhälls- och kulturprogram för vuxna.
Från 1990 arbetade Bengtsson som producent på Kanal 1:s kulturredaktion. Här producerade hon 1992 en serie filmer om Gunnar Ekelöfs som belönades med det interna Ikarospriset. Hennes sista produktion blev dramadokumentären I romantisk tid om poeten Henrik Wergeland, sänd i januari 1999. Tone Bengtsson dog vid 64 års ålder, kort före sin pensionering.
Mellan 1956 och 1974 var hon gift med filosofie licentiat Allan Bengtsson.

## Källhänvisningar
1. ↑  Libris, Kungliga biblioteket, 2 oktober 2012, Libris-URI: fcrttm7z20zhbpr, läst: 24 augusti 2018.[källa från Wikidata]
2. ↑  Dödsfall: Tone Bengtsson, Dagens Nyheter, 4 juni 1999, läs online.[källa från Wikidata]
3. 1 2  Katrin Paabo & Hans Uddling (red.), ”Bengtsson, Tone”, Vem är det : svensk biografisk handbok., Norstedts förlag, 1992, ISBN 978-91-1-914072-2, läs onlineläs online.[källa från Wikidata]
4. 1 2  Eva Vilhelmina Nordenson 1925-12-07 — 2014-06-11 Konsthistoriker, museichef, Svenskt kvinnobiografiskt lexikon-id: EvaVilhelminaNordenson, läst: 19 januari 2021.[källa från Wikidata]
5. 1 2 3  Bengtsson, Tone i Vem är det 1993
6. 1 2  Dödsfall: Tone Bengtsson, Dagens Nyheter, 4 juni 1999